# Мидоль, Бастьен
Бастьен Мидоль (фр. Bastien Midol; 3 августа 1990, Анси, Верхняя Савойя, Рона — Альпы) — французский фристайлист, серебряный призёр чемпионата мира 2013 года.
Его старший брат, Жонатан Мидоль также профессионально занимается фристайлом и стал бронзовым призёром Олимпийских игр в Сочи (2014).

## Биография
На Чемпионате мира по фристайлу в норвежском Воссе занял второе призовое место в ски-кроссе, уступив только своему соотечественнику, Жану-Фредерику Шапюи. Однако из-за серьёзной травмы спины в конце 2013 года на этапе Кубка мира в Сан-Кандидо (Италия) не смог претендовать на место в сборной на Олимпийских играх в Сочи в 2014 году.

## Достижения
- Чемпионат мира по фристайлу: серебро (2013).
- Чемпионат мира по фристайлу: золото (2019)

## Результаты на крупнейших соревнованиях

### Зимние Олимпийские игры
| Олимпийские игры | Ски-кросс |
| ---------------- | --------- |
| 2022 Пекин       | 11        |

### Чемпионаты мира
| Чемпионат мира     | Ски-кросс |
| ------------------ | --------- |
| 2013 Восс          | 2         |
| 2015 Крайшберг     | 14        |
| 2017 Сьерра-Невада | 17        |
| 2019 Парк-Сити     | 9         |
| 2021 Идре Фьелль   | 9         |
| 2023 Бакуриани     |           |